# Szymon Wykowski
Szymon Wacław Wykowski h. Jastrzębiec (ur. 28 października 1878 roku w Postawelach, zm. 28 maja 1942 rozstrzelany w Lasach Sękocińskich) – komisarz Policji Państwowej, magister farmacji.

## Życiorys
W latach 1890–1897 kształcił się w Gimnazjum Filologicznym w Mariampolu. Przez rok odbywał służbę w armii rosyjskiej w Suwałkach. W 1898 roku wyjechał do Warszawy w celu odbycia praktyk w aptekach, po zaliczeniu których udał się na studia uniwersyteckie do Dorpatu. W 1902 roku ukończył wydział farmaceutyczny uzyskując stopień prowizora farmacji. 
Powrócił do Warszawy, gdzie prowadził własną aptekę przy ul. Targowej. W 1904 roku wstąpił do PPS. W 1906 roku za udział w manifestacji na pl. Grzybowskim w Warszawie aresztowany i osadzony w cytadeli. Skazany na zesłanie do Chabarowska, uniknął kary dzięki wykupieniu przez rodzinę. W swoim mieszkaniu przy ul. Szerokiej 38 na Pradze, prowadził tajne komplety, ukrywał broń partyjną i bibułę. Był członkiem Macierzy Szkolnej. Od 1914 roku pełnił służbę w Straży Obywatelskiej jako podkomisarz XIV Okręgu. 
Od lutego 1916 roku służył w Milicji Miejskiej w stopniu podkomisarza i funkcją zastępcy kierownika XIV komisariatu na Pradze. Od 1919 roku pełnił służbę w Policji Komunalnej. W lipcu 1919 roku został przyjęty do Policji Państwowej w stopniu starszego przodownika. W 1920 roku ukończył kurs dla wyższych funkcjonariuszy PP w Głównej Szkole Policji Państwowej i został mianowany aspirantem. Pełnił funkcję zastępcy kierownika VI Komisariatu w Warszawie przy ul. Miedzianej 5. W 1921 roku awansował do stopnia podkomisarza. Od 1922 roku kierował XV komisariatem przy ul. Jagiellońskiej 9. W 1923 roku awansowany do stopnia komisarza. Od 1929 roku pełnił funkcję kierownika XI komisariatu przy ul. Poznańskiej 13. W 1931 roku pełnił obowiązki  oficera inspekcyjnego Komendy Policji Państwowej m. st. Warszawy. 
Od 1932 roku pełnił funkcję komendanta powiatowego Policji Państwowej w Brześciu nad Bugiem w województwie podlaskim. W 1933 roku przeniesiony na równorzędne stanowisko do komendy powiatowej w Zborowie w województwie tarnopolskim. W 1934 roku skierowany do Łodzi z funkcją kierownika XII komisariatu. Od 1935 roku na stanowisku komendanta powiatowego Policji Państwowej w Wieluniu. Tuż przed wybuchem wojny powrócił do Warszawy na stanowisko kierownika XI komisariatu przy ul. Poznańskiej 13. W okresie międzywojennym był autorem publikacji w prasie policyjnej z zakresu uzbrojenia Policji Państwowej i zagadnień kryminalistycznych. 
We wrześniu 1939 roku pozostał w służbie w stolicy podporządkowując się rozkazom komendanta Policji Państwowej miasta st. Warszawy podinsp. Mariana Kozielewskiego. W grudniu 1939 roku decyzją Generalnego Gubernatora Hansa Franka o utworzeniu Policji Polskiej, został do niej wcielony i zweryfikowany w stopniu kapitana Policji Polskiej.
Od jesieni 1939 roku działał w strukturach Służby Zwycięstwu Polski a później Związku Walki Zbrojnej. Od marca 1940 roku w ramach Tajnej Armii Polskiej przy udziale zaufanych policjantów, tworzył struktury konspiracyjne. Kierował komórką wywiadu. Aresztowany 7 maja 1940 roku i osadzony na Pawiaku. Po krótkotrwałym śledztwie zwolniony, powrócił do służby. W ramach działalności konspiracyjnej, rozpracował niemieckiego agenta Józefa Hammer-Baczewskiego o pseudonimie „Wujek”, który działał na terenie Warszawy od połowy 1940 roku twierdząc, że działa z upoważnienia gen. Władysława Sikorskiego. Baczewski miał oferować pomoc przy wyciąganiu więźniów z obozów koncentracyjnych. Przedsięwzięcie to określano „nadwywiadem rządu londyńskiego”. Hammer-Baczewski został rozpracowany i wkrótce zlikwidowany jako groźny konfident Gestapo. Od 1940 kpt. Szymon Wykowski został członkiem Kadry Bezpieczeństwa  organizacji konspiracyjnej składającej się z kadry policyjnej, a od 1941 roku działał w Organizacji Wojskowej - Korpusie Bezpieczeństwa (OW-KB), skupiającą rzeszę funkcjonariuszy policji „granatowej”, zaprzysiężonych członków podziemia. Pod koniec 1940 roku zabezpieczał akcję stopniowego wyprowadzenia kilkudziesięciu Żydów z terenu getta warszawskiego, podczas której wykorzystywano fałszowane legitymacje policyjne, które otrzymywał od majora Policji Polskiej Franciszka Przymusińskiego. W XI komisariacie Policji Polskiej przy ul. Poznańskiej 13, przechowywał także partie żywności, broń i amunicję będące w dyspozycji Żydowskiego Związku Wojskowego (5). Wiosną 1941 roku dwukrotnie przeprowadził akcję, polegającą na  przerzucie specjalnych wysłanników ZWZ przez wschodnią granicę, przewożących mikrofilmy ukryte w piórze „Pelikan”, z materiałami informującymi o szykowanej napaści Niemiec na ZSRS. Aresztowany na początku 1942 roku na terenie XI Komisariatu Policji Polskiej i osadzony na Pawiaku. Poddawany okrutnemu śledztwu w gmachu Gestapo w Al. Szucha.  W nocy z 27/28 maja 1942 roku wywieziony wraz z grupą ponad dwustu więźniów do Lasu Sękocińskiego na trasie Warszawa – Grójec gdzie został rozstrzelany. Ekshumowany z dołu śmierci w lipcu 1946 roku spoczął w zbiorowej mogile na cmentarzu parafialnym w Magdalence.

## Rodzina
Był synem Jana Henryka Wykowskiego h. Jastrzębiec i Stanisławy z Chamskich. Od 1905 roku ożeniony ze Stanisławą Czesławą Nowina-Witkowską. Miał syna Jana Wacława (1908) oficera Wojska Polskiego oraz córki Annę Wandę (1910) po mężu Miączyńską w konspiracji podczas okupacji niemieckiej i Zofię Stanisławę (1913) po mężu Styfi, zamęczoną podczas śledztwa w siedzibie Gestapo w Al. Szucha w Warszawie w maju 1942 roku.

## Awanse
- Starszy przodownik – 1919
- Aspirant – 1920
- Podkomisarz – 1921
- Komisarz – 1923

## Odznaczenia
- Srebrny Krzyż Zasługi - (1930)[16]
- Medal Pamiątkowy za Wojnę 1918-1921 (1929 )
- Medal Dziesięciolecia Odzyskanej Niepodległości (1928)
- Srebrny Medal za Długoletnią Służbę (1938)
- Brązowy Medal za długoletnią służbę (1939)
- Złota Odznaka Strzelecka
- Wyborowa Odznaka Strzelecka
- Odznaka Za Nieskazitelną Służbę w Milicji Miejskiej
- Odznaka Straży Obywatelskiej

## Upamiętnienie
Upamiętniony  w miejscu kaźni w lesie pod Magdalenką w gminie Lesznowola, na pomniku poświęconym 223 więźniom Pawiaka rozstrzelanym 28 maja 1942 roku. Jego postać została upamiętniona także w Muzeum Więzienia Pawiak na stałej ekspozycji „Zapamiętajmy ich twarze”. 